# Ma Thị Thúy
Ma Thị Thúy (sinh ngày 3 tháng 10 năm 1978) là một nữ chính trị gia người Việt Nam, dân tộc Tày. Bà hiện là đại biểu quốc hội Việt Nam khóa XIV nhiệm kì 2016-2021, thuộc đoàn đại biểu quốc hội tỉnh Tuyên Quang, Phó Trưởng Đoàn chuyên trách Đoàn đại biểu Quốc hội tỉnh Tuyên Quang, Ủy viên Ủy ban Khoa học, Công nghệ và Môi trường của Quốc hội. Bà đã trúng cử đại biểu Quốc hội năm 2016 ở đơn vị bầu cử số 2, tỉnh Tuyên Quang gồm có huyện Hàm Yên và Yên Sơn.

## Xuất thân
Ma Thị Thúy sinh ngày 3 tháng 10 năm 1978 quê quán ở thôn Nà Khán, xã Hà Lang, huyện Chiêm Hóa, tỉnh Tuyên Quang. Bà hiện cư trú ở tổ 13, phường Ỷ La, thành phố Tuyên Quang, tỉnh Tuyên Quang.

## Giáo dục
- Giáo dục phổ thông: 12/12
- Đại học Nông nghiệp, chuyên ngành Trồng trọt
- Cử nhân ngôn ngữ Anh
- Cao cấp lí luận chính trị

## Sự nghiệp
Bà gia nhập Đảng Cộng sản Việt Nam vào ngày 2/9/2005.
- Từ tháng 5/2003 đến tháng 9/2008: Cán bộ Ủy ban Mặt trận Tổ quốc huyện Chiêm Hóa, tỉnh Tuyên Quang.
- Từ tháng 10/2008 đến tháng 02/2011: Ủy viên Ban Chấp hành Đảng bộ cơ quan Đảng - Đoàn thể; Ủy viên Thường trực Ủy ban Mặt trận Tổ quốc; Phó Bí thư Chi bộ Mặt trận Tổ quốc; Chủ tịch Công đoàn Mặt trận Tổ quốc - Đoàn thể huyện Chiêm Hóa, tỉnh Tuyên Quang.
- Từ tháng 3/2011 đến tháng 10/2011: Phó Chủ tịch Hội Liên hiệp Phụ nữ; Ủy viên Ban Chấp hành Đảng bộ cơ quan Đảng, đoàn thể; Chủ tịch Công đoàn Mặt trận Tổ quốc - Đoàn thể huyện Chiêm Hóa. Tháng 5/2011 là Đại biểu Quốc hội khóa XIII, Ủy viên Ủy ban Khoa học, Công nghệ và Môi trường của Quốc hội khóa XIII.
- Từ tháng 11/2011 đến tháng 6/2012: Phó Chủ tịch Hội Liên hiệp Phụ nữ tỉnh Tuyên Quang. Đại biểu Quốc hội khóa XIII; Ủy viên Ủy ban Khoa học, Công nghệ và Môi trường của Quốc hội khóa XIII.
- Từ tháng 7/2012 đến tháng 5/2015: Ủy viên Đảng đoàn, Phó Chủ tịch Hội Liên hiệp Phụ nữ tỉnh Tuyên Quang; Đại biểu Quốc hội khóa XIII; Ủy viên Ủy ban khoa học, Công nghệ và Môi trường của Quốc hội khóa XIII.
- Từ tháng 6/2015 đến tháng 11/2015: Ủy viên Ban Chấp hành Đảng bộ tỉnh, Đại biểu Quốc hội chuyên trách thuộc đoàn Đại biểu Quốc hội tỉnh Tuyên Quang, Ủy viên Ủy ban khoa học, Công nghệ và Môi trường của Quốc hội khóa XIII.
- Từ tháng 12/2015 đến nay: Ủy viên Ban Chấp hành Đảng bộ tỉnh Tuyên Quang, Đại biểu Quốc hội chuyên trách; Ủy viên Ủy ban khoa học, Công nghệ và Môi trường của Quốc hội khóa XIII.
Bà từng là đại biểu Quốc hội Việt Nam khóa XIII tỉnh Tuyên Quang (đại biểu chuyên trách).
Khi ứng cử đại biểu Quốc hội Việt Nam khóa XIV vào tháng 5 năm 2016 bà làm việc ở Văn phòng Đoàn đại biểu Quốc hội và Hội đồng nhân dân tỉnh Tuyên Quang.
Bà đã trúng cử đại biểu quốc hội năm 2016 ở đơn vị bầu cử số 2, tỉnh Tuyên Quang gồm có huyện Hàm Yên và Yên Sơn, được 116.468 phiếu, đạt tỷ lệ 57,55% số phiếu hợp lệ.
Bà hiện là Tỉnh ủy viên, Phó Trưởng Đoàn chuyên trách Đoàn đại biểu Quốc hội tỉnh Tuyên Quang, Ủy viên Ủy ban Khoa học, Công nghệ và Môi trường của Quốc hội.
Bà đang làm việc ở Văn phòng Đoàn đại biểu Quốc hội tỉnh Tuyên Quang.